# Батырев, Андрей Георгиевич
Андрей Георгиевич Батырев (род. 11 марта 1990, Тюмень) — российский футболист, игрок в мини-футбол. Защитник тюменского клуба «Тюмень». Выступал за сборную России по мини-футболу. Мастер спорта (2013).

## Биография
Батырев является воспитанником тюменского мини-футбола. За основной состав тюменцев он дебютировал в сезоне 2008/09, тогда же отличился первым голом в Суперлиге. Несколько лет Андрей в основном выступал за дубль тюменцев и «Тобол-Тюмень-2», со временем всё чаще привлекаясь в первую команду. В последнем матче сезона 2009/10, ставшего для тюменцев серебряным, ему удался хет-трик в ворота петербургского «Политеха». Следующий сезон Батырев начал в качестве игрока основы «Тюмени».
Вошёл в состав сборной России на Гран-при 2010 года.
Окончил Тюменский государственный университет, Институт физической культуры (2019).

## Достижения
- Серебряный призёр Чемпионата России по мини-футболу 2010
- Победитель студенческого чемпионата мира по мини-футболу 2014
- Победитель ПАРИМАТЧ-СУПЕРЛИГА России в составе МФК Тюмень сезон 2018/2019